# Système de gouvernement dual tibétain

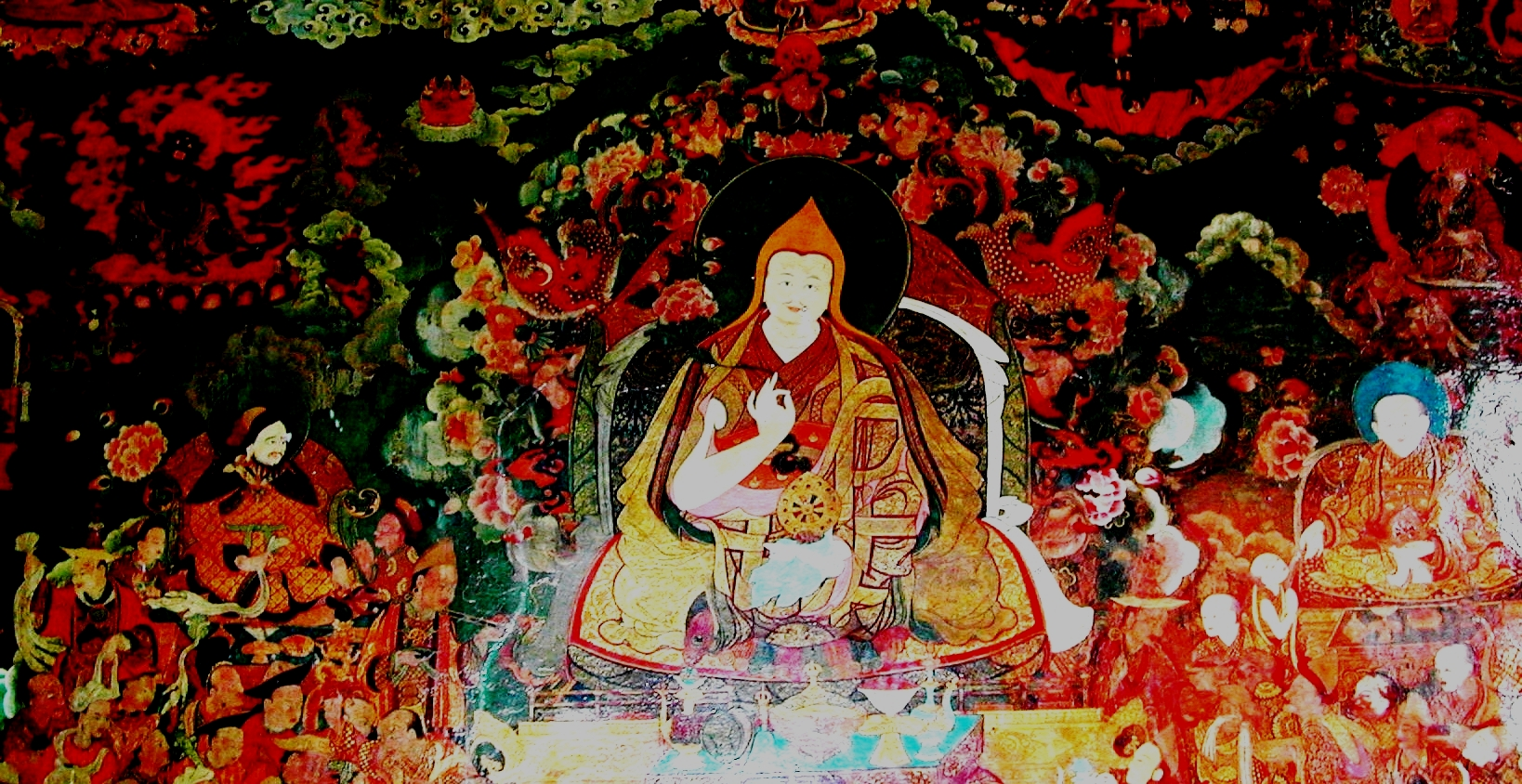
Güshi Khan, le 5e dalaï-lama et Sonam Rapten.

Le système de gouvernement dual ou Cho-sid-nyi (tibétain : ཆོས་སྲིད་གཉིས་, Wylie : chos-srid-gnyis ; les orthographes alternatives comprennent Chhos-srid-gnyis, Chhoe-sid-nyi, and Chos-sid-nyi) est le système politique traditionnel diarchal du peuple tibétain et bhoutanais dans lequel le Desi (régent) coexiste avec l'autorité spirituelle du pays, le plus souvent réunies sous un troisième souverain unique. La répartition effective des pouvoirs entre les institutions a varié avec le temps et le lieu. Chos-srid-gnyis signifie littéralement « à la fois le Dharma et temporel »,, mais peut aussi être traduit par « système dual de la religion et de la politique ».

## Histoire
Depuis au moins la présence mongole au Tibet au cours des XIIIe et XIVe siècles, des clercs bouddhistes et bönpo avaient participé au gouvernement séculier, ayant les mêmes droits que les laïcs à être nommés fonctionnaires de l'État, militaires ou civils. 
Ce système était en saisissant contraste avec celui de la Chine, où le point de vue bouddhiste de la politique comme « science lugubre », ainsi que le monopole confucianiste sur la bureaucratie rendaient impossible toute activité politique par la Sangha.
À l'époque de la dynastie Ming (fondée en 1368), les Sakyapa exercèrent les fonctions à la tête des deux composantes, incarnant un gouvernement à la fois chos et srid. En conséquence, il y avait deux ensembles de lois et de fonctionnaires, le religieux (tibétain : ལྷ་སདེ་, Wylie : lha-sde) et le temporel  (tibétain : མི་སྡེ་, Wylie : mi-sde), dont les branches se partageaient cependant le gouvernement et n'agissaient pas exclusivement de l'autre.